# Arundina graminifolia
Arundina graminifolia ist eine Art in der Orchideengattung Arundina. Ob in dieser Gattung daneben noch weitere beschriebene Taxa den Artrang verdienen, ist unklar. Die recht großen Pflanzen haben ein weites Verbreitungsgebiet in Südostasien. Sie sind in den Tropen als Zierpflanze verbreitet und an etlichen Stellen eingebürgert.

## Beschreibung

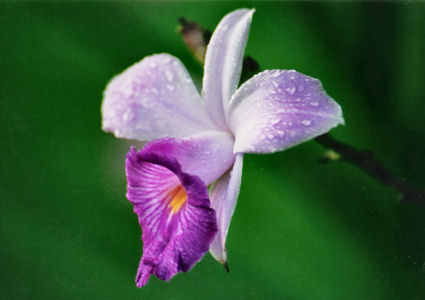
Blüte

Entsprechend dem großen Verbreitungsgebiet gibt es eine große Variationsbreite in den Merkmalen. Eine Unterteilung in mehrere Arten scheitert an den fließenden Übergängen, die keine klare Abgrenzung zulassen.
Aus einem unterirdischen Rhizom entspringen die Wurzeln, die mit einem zwei Zellschichten dicken Velamen umgeben sind. Die dicht beieinander stehenden Sprosse erreichen eine Länge von 30 bis 300 Zentimeter. Sie sind dicht mit zweizeilig angeordneten Blättern besetzt und können im oberen Teil verzweigt sein. Die Blätter sind linealisch und umfassen mit ihrer Basis den Stängel, der so komplett von Blattbasen umhüllt ist. Die Länge der Blätter beträgt in der Regel 15 bis 30 Zentimeter bei einer Breite von 0,75 bis 2,5 Zentimeter. Die als Arundina minor bezeichneten Formen von Ceylon haben jedoch Blätter, die nur 5 bis 7,5 cm lang und 4,5 bis 6 mm breit sind.
Der traubige, seltener verzweigte Blütenstand erreicht etwa 40 Zentimeter Länge und trägt bis zu 15 resupinierte Blüten. Sie blühen nacheinander auf, so dass immer nur eine oder zwei Blüten gleichzeitig geöffnet sind. Die Blütenfarbe ist rosa bis weiß. Der Durchmesser der Blüten beträgt drei Zentimeter bei den kleinsten Formen und kann bis zu zwölf Zentimeter erreichen. Die Sepalen sind länglich-oval bis lanzettlich, zugespitzt, die beiden seitlichen weisen nach unten, so dass sie, von vorne betrachtet, hinter der Lippe stehen. Die Petalen sind etwa doppelt so breit wie die äußeren Blütenblätter, ebenfalls zugespitzt und waagrecht stehend. Die länglich-ovale Lippe ist dunkler als die anderen Blütenblätter gefärbt, auf der Mitte ist ein gelber Fleck mit drei kammartigen, behaarten Kielen. An der Basis der Lippe ist sie nach oben geschlagen und umschließt die Säule. Der Rand ist gewellt, an der Spitze ist die Lippe etwas eingeschnitten. Die Säule ist seitlich geflügelt. Das Staubblatt enthält acht weiche Pollinien.
In einigen Populationen kommt Selbstbestäubung vor. Bei anderen wurde von einer Bestäubung durch Bienen der Gattung Xylocopa berichtet.
Die Chromosomenzahl wird von verschiedenen Autoren mit 2n=40, 2n=32 oder 2n=42 angegeben.

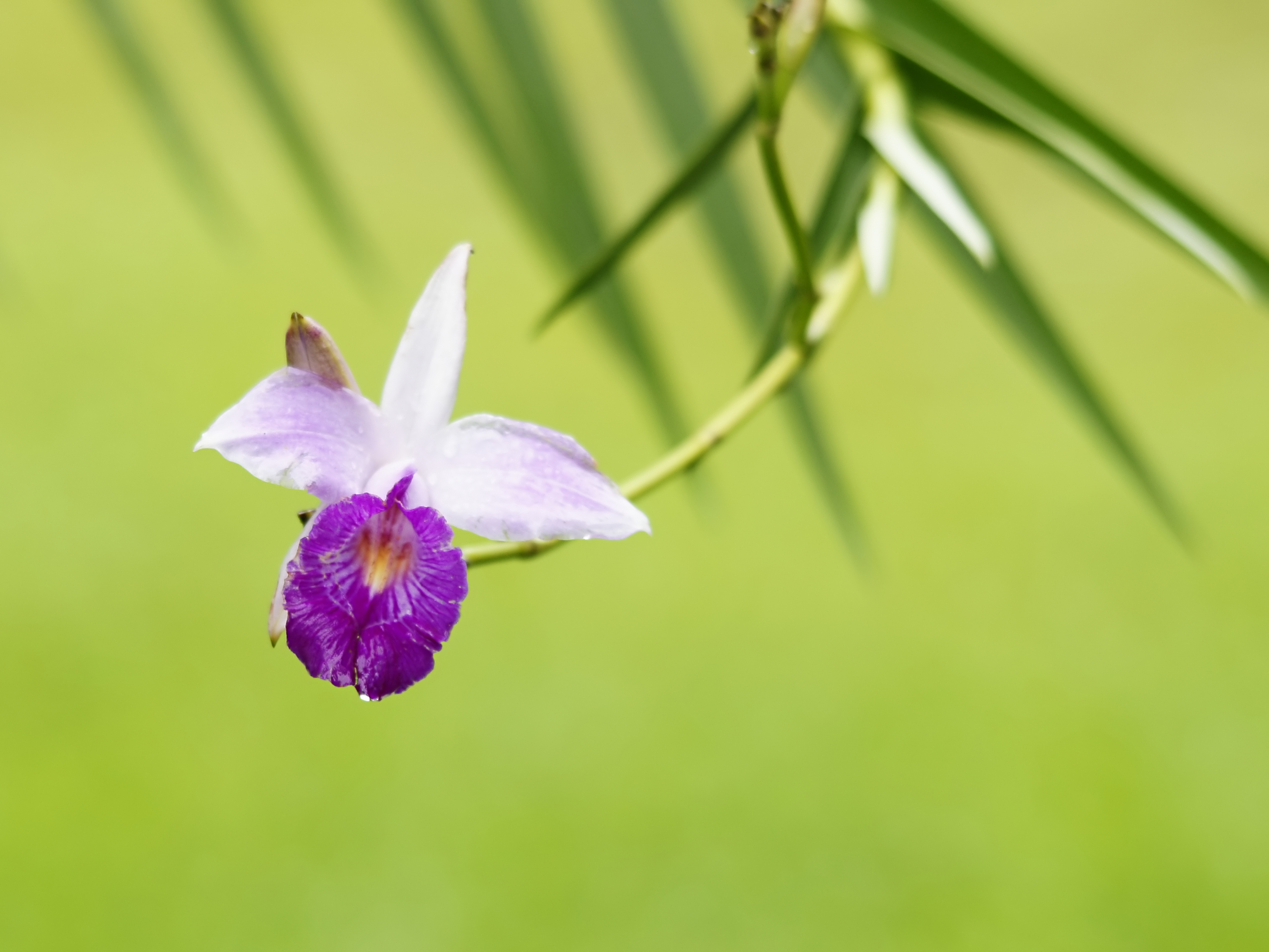
Blütenstand

## Verbreitung
Arundina graminifolia wächst weit verbreitet in Südostasien. Das Areal erstreckt sich vom Südrand des Himalaya in Tibet, Bhutan und Indien über das südliche China, die Ryūkyū-Inseln, ganz Indochina, bis nach Indonesien (Sumatra, Java, Kalimantan, Sulawesi). Ein disjunkt liegendes Areal befindet sich im südlichen Indien und Sri Lanka. Als Zierpflanze eingeführt und eingebürgert ist sie auf den Philippinen, auf Hawaii, in Venezuela und auf Trinidad.
Die Standorte sind sonnige Stellen, etwa durch Störungen entstandene Waldlichtungen oder an steilen, felsigen Hängen. Das Klima ist durch eine nur kurz andauernde Trockenperiode gekennzeichnet. Durch menschliche Aktivität haben sich die verfügbaren Standorte ausgeweitet, so kommt diese Art heute häufig an Straßenrändern und Böschungen vor.

## Taxonomie und Systematik
Die Gattung Arundina wurde 1825 von Carl Ludwig von Blume in Bijdragen tot de Flora van Nederlandsch Indie Teil 8, Seite 401 erstbeschrieben. Der Gattungsname Arundina kommt vom lateinischen „arundo“, was „Schilf“ bedeutet und sich auf die Ähnlichkeit der Wuchsform bezieht. Das Artepithet graminifolia, „grasblättrig“, bezieht sich auf die Form der Blätter.
In der Gattung sind mehr als zwei Dutzend Taxa auf Artrang beschrieben worden, die heute meist als Synonyme von Arundina graminifolia behandelt werden. Allerdings ist erst 2007 vom russischen Orchideenspezialisten Leonid Vladimirovich Averyanov mit Arundina caespitosa eine neue kleinwüchsige Art aus Vietnam beschrieben worden. Dieser Autor akzeptiert außerdem auch noch Arundina minor, eine ebenfalls kleinwüchsige Art aus Sri Lanka, als eigenständige Art. Dagegen bevorzugen beispielsweise die Bearbeiter der „Flora of China“ und von POWO ein breites Artkonzept, wonach Arundina graminifolia die einzige Art der Gattung sei und alle diese Taxa mit einschließe.
Innerhalb der Unterfamilie Epidendroideae wird die Gattung Arundina in die Tribus Arethuseae und dort in die Subtribus Arethusinae eingeordnet. Ebenfalls in Südostasien kommt die verwandte Gattung Anthogonium vor, die anderen Gattungen in dieser Subtribus (Arethusa, Calopogon und Eleorchis) sind weiter nördlich in gemäßigtem Klima verbreitet.
Nach R. Govaerts können folgende Unterarten unterschieden werden:
- Arundina graminifolia subsp. caespitosa (Aver.) H.A.Pedersen & Schuit.: Sie kommt von Assam bis Malesien und in Sri Lanka vor.[2]
- Arundina graminifolia subsp. graminifolia: Sie kommt im tropischen und subtropischen Asien vor.[2]